# Альберта (тауншип, Миннесота)
Альбе́рта (англ. Alberta) — тауншип в округе Бентон, Миннесота, США. На 2000 год его население составило 772 человека.

## География
По данным Бюро переписи населения США площадь тауншипа составляет 94,0 км², из которых 94,0 км² занимает суша, водоёмов нет.

## Демография
По данным переписи населения 2000 года здесь находились 772 человека, 251 домохозяйство и 210 семей.  Плотность населения —  8,2 чел./км².  На территории тауншипа расположено 256 построек со средней плотностью 2,7 построек на один квадратный километр. Расовый состав населения: 99,35 % белых, 0,13 % афроамериканцев, 0,26 % коренных американцев, 0,13 % азиатов и 0,13 % приходится на две или более других рас.
Из 251 домохозяйства в 45,4 % воспитывались дети до 18 лет, в 70,9 % проживали супружеские пары, в 7,2 % проживали незамужние женщины и в 16,3 % домохозяйств проживали несемейные люди. 15,1 % домохозяйств состояли из одного человека, при том 8,4 % из — одиноких пожилых людей старше 65 лет. Средний размер домохозяйства — 3,08, а семьи — 3,44 человека.
32,4 % населения — младше 18 лет, 8,2 % — в возрасте от 18 до 24 лет, 30,4 % — от 25 до 44, 19,3 % — от 45 до 64, и 9,7 % — старше 65 лет. Средний возраст — 32 года. На каждые 100 женщин приходилось 107,5 мужчин.  На каждые 100 женщин старше 18 приходилось 105,5 мужчин.
Средний годовой доход домохозяйства составлял 48 958 долларов, а средний годовой доход семьи —  55 000 долларов. Средний доход мужчин —  34 615  долларов, в то время как у женщин — 22 366. Доход на душу населения составил 17 027 долларов. За чертой бедности находились 7,2 % семей и 7,8 % всего населения тауншипа, из которых 8,3 % младше 18 и 19,6 % старше 65 лет.